# Survivor: Borneo
Survivor: Borneo is het eerste seizoen van de realityserie Survivor, de Amerikaanse versie van het Zweedse origineel, waar ook Expeditie Robinson op is gebaseerd. Het seizoen werd uitgezonden onder de originele titel Survivor. Dit werd later aangepast naar Survivor: Pulau Tiga om het te onderscheiden van volgende seizoenen, en werd opnieuw aangepast naar Survivor: Borneo om verwarring met Survivor: Palau te voorkomen.
De show werd gefilmd van 13 maart 2000 tot 20 april, de eerste aflevering ging op 31 mei in première. De presentator was Jeff Probst. In de serie streden zestien deelnemers gedurende 39 dagen om de hoofdprijs van één miljoen dollar. De serie vond plaats op Pulau Tiga, een Maleisische eilandengroep ongeveer 9,7 kilometer voor de kust van Borneo.
De zestien deelnemers werden aanvankelijk gesplitst in twee kampen: Tagi en Pagong, refererend aan de stranden waar ze verbleven. Toen er nog tien deelnemers over waren, werd er een kamp gevormd. De naam "Rattana" werd gekozen door deelnemers Jenna Lewis en Sean Kenniff, vanwege het grote aantal rotanpalmen (Rattan in het Engels) op het eiland. Na 39 dagen werd Richard Hatch verkozen tot "Sole Survivor", door na een stemming onder de zeven laatst afgevallen deelnemers meer stemmen te krijgen dan Kelly Wiglesworth.
Op 23 augustus 2000 keken naar de finale gemiddeld 51,7 miljoen mensen, dit is het hoogste aantal kijkers voor een aflevering van Survivor. Het seizoen werd op 11 mei 2004 uitgebracht op dvd. In 2006 werd bekend dat winnaar Richard Hatch zijn prijzengeld en andere inkomsten niet had aangegeven bij de belastingdienst. Hij werd veroordeeld tot een gevangenisstraf van 51 maanden.

## Deelnemers
In totaal waren er zestien deelnemers, verdeeld over twee kampen. Na de eliminatie van zes deelnemers werden de twee kampen samengevoegd. Zeven deelnemers vormden de jury die in de finale mocht stemmen over wie van de twee overgebleven kandidaten naar huis zou gaan met de hoofdprijs.

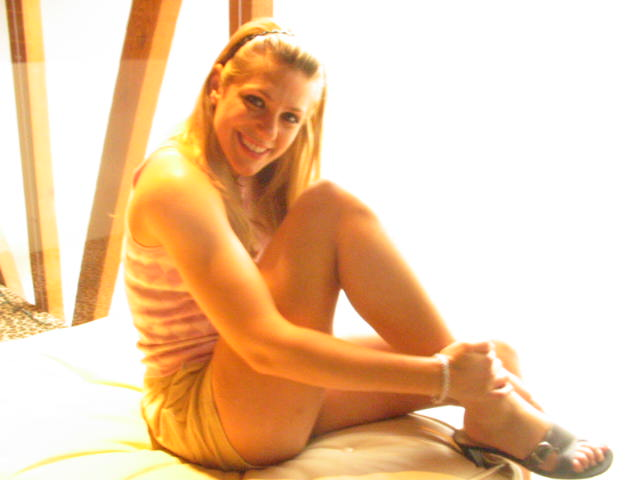
Jenna Lewis eindigde als achtste en was het tweede jurylid.

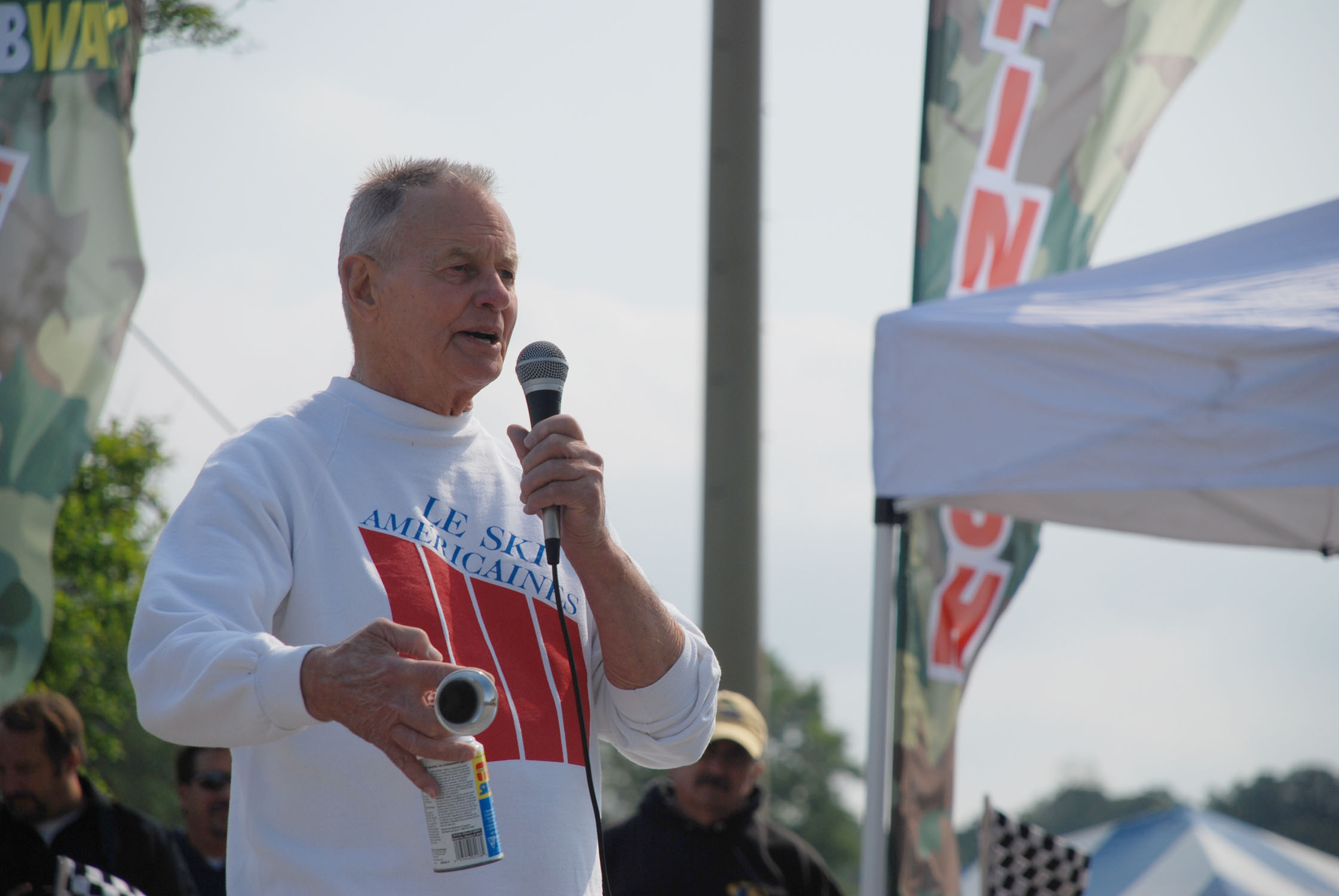
Rudy Boesch eindigde als derde en was het zevende jurylid.

| Deelnemer                                        | Origineel kamp | Samengevoegd kamp            | Finish                                           | Totaal aantal tegenstemmen |
| ------------------------------------------------ | -------------- | ---------------------------- | ------------------------------------------------ | -------------------------- |
| Sonja Chritofferson 63, Walnut Creek, Californië | Tagi           |                              | Als eerste weggestemd Dag 3                      | 4                          |
| B.B. Andersen 64, Mission Hills, Kansas          | Pagong         | Als tweede weggestemd Dag 6  | 6                                                |                            |
| Stacey Stillman 27, San Francisco, Californië    | Tagi           | Als derde weggestemd Dag 9   | 6                                                |                            |
| Ramona Gray 29, Edison, New Jersey               | Pagong         | Als vierde weggestemd Dag 12 | 6                                                |                            |
| Dirk Been 23, Spring Green, Wisconsin            | Tagi           | Als vijfde weggestemd Dag 15 | 4                                                |                            |
| Joel Klug 27, Sherwood, Arkansas                 | Pagong         | Als zesde weggestemd Dag 18  | 4                                                |                            |
| Gretchen Cordy 38, Clarksville, Tennessee        | Pagong         | Rattana                      | Als zevende weggestemd Dag 21                    | 4                          |
| Greg Buis 24, Gold Hill, Colorado                | Pagong         | Rattana                      | Als achtste weggestemd Eerste jurylid Dag 24     | 6                          |
| Jenna Lewis 22, Franklin, New Hampshire          | Pagong         | Rattana                      | Als negende weggestemd Tweede jurylid Dag 27     | 11                         |
| Gervase Peterson 30, Willingboro, New Jersey     | Pagong         | Rattana                      | Als tiende weggestemd Derde jurylid Dag 30       | 6                          |
| Colleen Haskell 23, Miami Beach, Florida         | Pagong         | Rattana                      | Als elfde weggestemd Vierde jurylid Dag 33       | 7                          |
| Sean Kenniff 30, Brooklyn, New York              | Tagi           | Rattana                      | Als twaalfde weggestemd Vijfde jurylid Dag 36    | 9                          |
| Susan Hawk 38, Palmyra, Wisconsin                | Tagi           | Rattana                      | Als dertiende weggestemd Zesde jurylid Dag 37    | 5                          |
| Rudy Boesch 72, Virginia Beach, Virginia         | Tagi           | Rattana                      | Als veertiende weggestemd Zevende jurylid Dag 38 | 8                          |
| Kelly Wiglesworth 22, Las Vegas, Nevada          | Tagi           | Rattana                      | Runner-up                                        | 0                          |
| Richard Hatch 39, Middletown, Rhode Island       | Tagi           | Rattana                      | Sole Survivor                                    | 6                          |

### Toekomstige deelnames
Richard Hatch, Susan Hawk, Rudy Boesch, Jenna Lewis en Colleen Haskell werden uitgenodigd voor deelname aan het achtste seizoen: Survivor: All-Stars. Haskell was de enige die deze uitnodiging afwees. Gervase Peterson keerde terug in Survivor: Blood vs. Water, samen met zijn nichtje Marissa. Kelly Wiglesworth keerde terug in Survivor: Cambodia. In 2026 zal Jenna Lewis, na een recordbrekende afwezigheid van 22 jaar en 42 seizoenen, deelnemen aan Survivor 50: In the Hands of the Fans. 

## Winnaars en eliminaties per aflevering
| Aflevering                | Uitzenddatum     | Winnaar(s) proef | Winnaar(s) proef | Geëlimineerd | Finish                                           |
| Aflevering                | Uitzenddatum     | Beloning         | Immuniteit       | Geëlimineerd | Finish                                           |
| ------------------------- | ---------------- | ---------------- | ---------------- | ------------ | ------------------------------------------------ |
| "The Marooning"           | 31 mei 2000      | Pagong           | Pagong           | Sonja        | Als eerste weggestemd Dag 3                      |
| "The Generation Gap"      | 7 juni 2000      | Pagong           | Tagi             | B.B.         | Als tweede weggestemde Dag 6                     |
| "Quest for Food"          | June 14, 2000    | Tagi             | Pagong           | Stacey       | Als derde weggestemd Dag 9                       |
| "Too Little, Too Late?"   | 21 juni 2000     | Tagi             | Tagi             | Ramona       | Als vierde weggestemd Dag 12                     |
| "Pulling Your Own Weight" | 28 juni 2000     | Pagong           | Pagong           | Dirk         | Als vijfde weggestemd Dag 15                     |
| "Udder Revenge"           | 5 juli 2000      | Pagong           | Tagi             | Joel         | Als zesde weggestemd Dag 18                      |
| "The Merger"              | 12 juli 2000     | Geen             | Greg             | Gretchen     | Als zevende weggestemd Dag 21                    |
| "Thy Name Is Duplicity"   | 19 juli 2000     | Greg             | Gervase          | Greg         | Als achtste weggestemd Eerste jurylid Dag 24     |
| "Old and New Bonds"       | 26 juli 2000     | Colleen, [Jenna] | Rudy             | Jenna        | Als negende weggestemd Tweede jurylid Dag 27     |
| "Crack In the Alliance"   | 2 augustus 2000  | Gervase          | Richard          | Gervase      | Als tiende weggestemd Derde jurylid Dag 30       |
| "Long Hard Dags"          | 9 augustus 2000  | Sean, [Richard]  | Kelly            | Colleen      | Als elfde weggestemd Vierde jurylid Dag 33       |
| "Death of an Alliance"    | 16 augustus 2000 | Kelly            | Kelly            | Sean         | Als twaalfde weggestemd Vijfde jurylid Dag 36    |
| "The Final Four"          | 23 augustus 2000 | Geen             | Kelly            | Susan        | Als dertiende weggestemd Zesde jurylid Dag 37    |
| "The Final Four"          | 23 augustus 2000 | Geen             | Kelly            | Rudy         | Als veertiende weggestemd Zevende jurylid Dag 38 |
| "The Final Four"          | 23 augustus 2000 | Jurystemming     |                  |              |                                                  |
| "The Final Four"          | 23 augustus 2000 | Kelly            | Runner-up        |              |                                                  |
| "The Final Four"          | 23 augustus 2000 | Richard          | Sole Survivor    |              |                                                  |

Indien er meerdere winnaars van een proef zijn staan deze in de volgorde waarin ze gefinisht zijn of alfabetisch indien het een teamproef was. Waar een deelnemer won en anderen mocht uitnodigen, staan de uitgenodigde deelnemers tussen haakjes.

## Tribal Council
|              |              | Origineel kamp | Origineel kamp | Origineel kamp | Origineel kamp | Origineel kamp | Origineel kamp | Samengevoegd kamp | Samengevoegd kamp | Samengevoegd kamp | Samengevoegd kamp | Samengevoegd kamp | Samengevoegd kamp | Samengevoegd kamp | Samengevoegd kamp | Samengevoegd kamp |
| Aflevering   | Aflevering   | 1              | 2              | 3              | 4              | 5              | 6              | 7                 | 8                 | 9                 | 10                | 11                | 12                | 13                | 13                | 13                |
| ------------ | ------------ | -------------- | -------------- | -------------- | -------------- | -------------- | -------------- | ----------------- | ----------------- | ----------------- | ----------------- | ----------------- | ----------------- | ----------------- | ----------------- | ----------------- |
| Dag          | Dag          | 3              | 6              | 9              | 12             | 15             | 18             | 21                | 24                | 27                | 30                | 33                | 36                | 37                | 37                | 38                |
| Geëlimineerd | Geëlimineerd | Sonja          | B.B.           | Stacey         | Ramona         | Dirk           | Joel           | Gretchen          | Greg              | Jenna             | Gervase           | Colleen           | Sean              | Gelijk            | Susan             | Rudy              |
| Stemmen      | Stemmen      | 4–3–1          | 6–2            | 5–2            | 4–2–1          | 4–1–1          | 4–2            | 4–1–1–1–1–1–1     | 6–3               | 4–3–1             | 5–2               | 4–2               | 4–1               | 2–2               | 2–0               | 1–0               |
|              |              |                |                |                |                |                |                |                   |                   |                   |                   |                   |                   |                   |                   |                   |
| Stemmer      | Stemmer      | Stemmen        | Stemmen        | Stemmen        | Stemmen        | Stemmen        | Stemmen        | Stemmen           | Stemmen           | Stemmen           | Stemmen           | Stemmen           | Stemmen           | Stemmen           | Stemmen           | Stemmen           |
|              | Richard      | Stacey         |                | Stacey         |                | Dirk           |                | Gretchen          | Greg              | Jenna             | Gervase           | Colleen           | Sean              | Susan             | Geen              |                   |
|              | Kelly        | Rudy           |                | Rudy           |                | Dirk           |                | Gretchen          | Greg              | Sean              | Gervase           | Sean              | Sean              | Richard           | Susan             | Rudy              |
|              | Rudy         | Sonja          |                | Stacey         |                | Dirk           |                | Gretchen          | Greg              | Jenna             | Gervase           | Colleen           | Sean              | Susan             | Susan             |                   |
|              | Susan        | Sonja          |                | Stacey         |                | Dirk           |                | Gretchen          | Greg              | Jenna             | Gervase           | Colleen           | Sean              | Richard           | Geen              |                   |
|              | Sean         | Sonja          |                | Stacey         |                | Rudy           |                | Colleen           | Greg              | Jenna             | Gervase           | Colleen           | Susan             |                   |                   |                   |
|              | Colleen      |                | B.B.           |                | Ramona         |                | Joel           | Richard           | Jenna             | Richard           | Sean              | Sean              |                   |                   |                   |                   |
|              | Gervase      |                | B.B.           |                | Colleen        |                | Jenna          | Susan             | Jenna             | Richard           | Sean              |                   |                   |                   |                   |                   |
|              | Jenna        |                | B.B.           |                | Ramona         |                | Joel           | Gervase           | Greg              | Richard           |                   |                   |                   |                   |                   |                   |
|              | Greg         |                | Ramona         |                | Jenna          |                | Joel           | Jenna             | Jenna             |                   |                   |                   |                   |                   |                   |                   |
|              | Gretchen     |                | B.B.           |                | Ramona         |                | Joel           | Rudy              |                   |                   |                   |                   |                   |                   |                   |                   |
| Joel         | Joel         |                | B.B.           |                | Ramona         |                | Jenna          |                   |                   |                   |                   |                   |                   |                   |                   |                   |
| Dirk         | Dirk         | Sonja          |                | Stacey         |                | Susan          |                |                   |                   |                   |                   |                   |                   |                   |                   |                   |
| Ramona       | Ramona       |                | B.B.           |                | Colleen        |                |                |                   |                   |                   |                   |                   |                   |                   |                   |                   |
| Stacey       | Stacey       | Rudy           |                | Rudy           |                |                |                |                   |                   |                   |                   |                   |                   |                   |                   |                   |
| B.B.         | B.B.         |                | Ramona         |                |                |                |                |                   |                   |                   |                   |                   |                   |                   |                   |                   |
| Sonja        | Sonja        | Rudy           |                |                |                |                |                |                   |                   |                   |                   |                   |                   |                   |                   |                   |

| Jurystem   | Jurystem | Jurystem |
| Aflevering | 13       | 13       |
| ---------- | -------- | -------- |
| Dag        | 39       | 39       |
| Finalist   | Kelly    | Richard  |
| Stemmen    | 4–3      | 4–3      |
|            |          |          |
| Juylid     | Stemmen  | Stemmen  |
| Rudy       |          | Richard  |
| Susan      |          | Richard  |
| Sean       |          | Richard  |
| Colleen    | Kelly    |          |
| Gervase    | Kelly    |          |
| Jenna      | Kelly    |          |
| Greg       |          | Richard  |